# Ginstsandbi
Ginstsandbi (Andrena russula) är en biart som beskrevs av Lepeletier 1841. Den ingår i släktet sandbin och familjen grävbin. Enligt den finländska respektive svenska rödlistan är arten starkt hotad både i Finland och i Sverige.

## Taxonomi
Efter en rapport 2022 av forskarna Christophe Praz, David Genoud, Killian Vaucher, Dimitri Bénon, Joseph Monks och Thomas J. Wood, där undersläktet Taeniandrena undersökts med en kombination av DNA-analys och morfologisk analys, har artens tidigare vetenskapliga namn, Andrena similis, bytts till Andrena russula (som innan i regel sågs som en underart till Andrena similis). Artens taxonomiska status var emellertid ifrågasatt redan tidigare.

## Beskrivning
Ginstsandbi har mattsvart grundfärg och orangebrun behåring på huvud och mellankropp. Bakkroppen är nästan naken, men tergiterna 2 till 5 har tydliga, vita hårband längs bakkanterna (på de två främsta tergiterna finns de dock bara på sidorna). Bakskenben och fötter har orange päls. Från den nära släktingen ärtsandbi skills den på att antennernas andra led är tydligt kortare än den tredje. I övriga fall fordras mikroskopisk undersökning av könsdelarna. Honan är mellan 9 och 11 mm lång, hanen mellan 10 till 12 mm.

## Ekologi
Arten lever på torr mark som ruderatområden, sand- och grusjordar med sparsam växtlighet, hedmarker och kustbranter. Den antas vara oligolektisk på ärtväxter, även om vissa auktoriteter hävdar att den även besöker andra växtfamiljer. Bland ärtväxterna varierar stapelarterna mellan de olika bipopulationerna: I Sverige besöker populationen i Halland främst hårginst, medan den öländska föredrar fältvedel. Den norska populationen besöker framför allt getväppling, medan den i Tyskland övervägande besöker nålginst, käringtand och rödklöver. Flygtiden för honorna varar från maj till juli.

### Fortplantning
Arten är solitär som alla sandbin. Hanarna har bara 3 till 4 veckors flygtid och börjar sin patrulleringsflygning för att spana efter parningsvilliga honor några dagar innan honorna börjar flyga. Patrulleringen går gärna över ljung, hårginst, områden med bibon och sådana med bar sandjord. Honan gräver honan ut sitt larvbo i glesbevuxen eller bar sandjord, ibland med inblandning av lera. Boet består av en huvudgång med flera grenade sidogångar, som avslutas med en larvcell. Denna fylls med larvnäring i form av en boll med pollen och nektar, varpå honan lägger ett ägg ovanpå näringsbollen och stänger igen cellen. Flera honor bygger gärna sina larvbon i små kolonier. Det förekommer att bona parasieras av strimgökbi, vars larv lever av den insamlade näringen efter det att värdägget ätits upp eller värdlarven dödats.

## Utbredning
Utbredningsområdet omfattar Eurasien från England, Wales och en separat population i norra Skottland samt Portugal i väster till södra Ryssland och Kazakstan i öster, samt från södra Skandinavien i norr till Turkiet och Afghanistan i söder. Arten finns även i Nordafrika. I Sverige finns den numera endast i södra Halland, västligaste Småland (kring Ljungby) och på Öland. Den har gått tillbaka kraftigt och är numera rödlistad som starkt hotad ("EN"); tidigare fanns den längs östra delarna av landet upp till Södermanland. Även i Finland har arten gått tillbaka; den fanns tidigare på flera lokaler i södra delarna av landet, men har sedan 2010 endast observerats på sydkusten från Åboland i Egentliga Finland till Helsingforsregionen i Nyland. Arten har gått tillbaka under lång tid; den observerades på Åland senast 1939, och 1974 var sista året den observerades öster om Helsingfors (på Haverö, i östligaste delen av Nyland). År 2010 ändrades rödlistningen till starkt hotad (EN) från nära hotad (NT). Från Danmark finns en rapport om ett fynd på Bornholm år 2002, och i Norge har den påträffats nära Oslo och på Vestlandet.